# بيبرس مندوزا
بيبيس مندوزا (بالإسبانية: Beibis Mendoza) (مواليد 20 يونيو 1974) هو ملاكم كولومبي، ولد في أربوليتيس في كولومبيا، مثّل بلاده في الألعاب الأولمبية الصيفية 1996.

## روابط خارجية
بيبرس مندوزا على موقع بوكس ريك (الإنجليزية) (registration required)
- بيبرس مندوزا على موقع أوليمبيديا (الإنجليزية)